# Arctosa recurva
Arctosa recurva este o specie de păianjeni din genul Arctosa, familia Lycosidae, descrisă de Yu și Song, 1988. Conform Catalogue of Life specia Arctosa recurva nu are subspecii cunoscute.